# Nebulosa Pistola
La Nebulosa Pistola è una regione H II visibile nella costellazione del Sagittario che circonda una delle stelle più massicce conosciute, la stella Pistola. I due oggetti sono situati a circa 25 000 anni luce dalla Terra, in direzione del centro della Via Lattea.

## Caratteristiche
La nebulosa fu chiamata in questo modo dagli anni ottanta a causa della forma somigliante a quella di una pistola, visibile nelle immagini a bassa risoluzione disponibili all'epoca.
La nebulosa è formata da gas, in particolare idrogeno, ionizzato dall'elevata energia della radiazione ultravioletta emessa dalla stella, per un valore di circa 10 masse solari; questo gas è stato espulso dalla stella circa 4000-6000 anni fa. In passato si riteneva che i gas formassero uno strato atmosferico esterno della stella.

### Libri
- (EN) C. J. Lada, N. D. Kylafits, The Origin of Stars and Planetary Systems, Kluwer Academic Publishers, 1999, ISBN 0-7923-5909-7.
- A. De Blasi, Le stelle: nascita, evoluzione e morte, Bologna, CLUEB, 2002, ISBN 88-491-1832-5.

### Carte celesti
- Tirion, Rappaport, Lovi, Uranometria 2000.0 - Volume I & II, Richmond, Virginia, USA, Willmann-Bell, inc., 1987, ISBN 0-943396-15-8.
- Tirion, Sinnott, Sky Atlas 2000.0 - Second Edition, Cambridge, USA, Cambridge University Press, 1998, ISBN 0-933346-90-5.
- Tirion, The Cambridge Star Atlas 2000.0, 3ª ed., Cambridge, USA, Cambridge University Press, 2001, ISBN 0-521-80084-6.